# Сергій та Герман Валаамські
Сергій і Герман Валаамські, преподобні чудотворці († бл. 1353 р.) — православні святі, засновники Спасо-Преображенського Валаамського монастиря, згідно з церковним переданням, були грецькими священоченцями, що прийшли в X столітті у володіння Великого Новгорода разом із першими православними місіонерами.
Поселилися на Валаамському острові в 1329 році. Зібране ними братство явилося світочем Православ'я в цьому краї. Карели почали знову з довірою ставитися до християнства, авторитет якого було підірвано в XIII столітті шведами, які мечем насаджували католицизм. Преподобні Сергій і Герман представилися близько 1353 року.
Мощі преподобних Сергія і Германа і нині почивають під спудом в Спасо-Преображенському Соборі Валаамського монастиря. Свідоцтвом благодатної молитвеної допомоги преподобних є численні чуда, що сталися по вірі просячих.
Дні пам'яті — 11 липня та 24 вересня (перенесення мощей з Ладоги в монастир після його відновлення в 1718 р.)